# لا مزيد من السيدات
لا مزيد من السيدات (بالإنجليزية: No More Ladies)‏ هو فيلم أبيض وأسود كوميدي رومانسي أمريكي إنتاج عام 1935 من إخراج إدوارد غريفيث، من بطولة جوان كروفورد وروبرت مونتغمري ، والنجوم المشاركين تشارلي روجلز وفرانشوت تون وإدنا ماي أوليفر. يعتمد السيناريو الذي يُنسب إلى دونالد أوغدن ستيوارت وهوراس جاكسون على مسرحية كوميدية تحمل نفس الاسم من تأليف إيه إي توماس.

## ملخص
تشارك الشابة مارسيا منزلها في نيويورك مع جدتها فاني تاونسند. تؤمن مارسيا إيمانا راسخا بضرورة أن يكون الزوجان مخلصين لبعضهما البعض على عكس أقرانها، تقابل مارسيا جيم الذي يتفق معها في موضوع الزواج، ومع ذلك قررت مارسيا الارتباط برجل يدعى شيري، التي تعتبره مارسيا تحدي وتسعى إلى علاجه من طبيعته الأنثوية.
بعد قضاء ليلة في أحد النوادي، يناقش الزوجان مؤسسة الزواج ولديهما وجهات نظر متباينة بشكل واضح. على الرغم من ذلك تزوجت مارسيا وشيري، لكن شيري يستمر كما كان من قبل، حتى في شهر العسل يغازل شيري فتاة تدعى سالي ، في وقت لاحق عندما يعود الزوجان المتزوجان حديثًا إلى المنزل ، يهب شيري إلى المنزل مع صديقة تدعى تيريزا جيرمان، ولم يعد في تلك الليلة. تدرك مارسيا أن زوجها المخادع قد أفسد زواجهما بالفعل. يعترف شيري بقضاء الليلة مع تيريزا ويعترف بخيانته بطريقة مفاجئة وغير اعتذارية.
قررت مارسيا تعليم زوجها درسًا من خلال إقامة حفلة تعلن مارسيا أنها تنوي أن تكون غير مخلصة لزوجها ، من خلال علاقة مع جيم الذي لا يزال يهتم بمارسيا. تهرب مارسيا وجيم من الحفلة أثناء اللعب، وتعود في صباح اليوم التالي ثم يرى شيري كم تحبه زوجته ويقتنع بإصلاح طرقه السابقة، على أي حال ظلت مارسيا وفية لمعتقداتها وزوجها ولم تمض كما خططت.

## طاقم التمثيل
- جوان كروفورد - مارسيا
- روبرت مونتغمري - شيري وارين
- تشارلي روجلز - إدغار هولدن
- نغمة فرانشوت - جيم سالستون
- إدنا ماي أوليفر - فاني تاونسند
- جيل باتريك - تيريزا جيرمان
- ريجنالد ديني - أوليفر
- فيفيان أوزبورن - السيدة ديانا نولتون
- جوان فونتين - كارولين (بدور جوان بورفيلد)
- آرثر تريشر - اللورد نولتون
- ديفيد س. هورسلي - جيمس ماكنتاير دافي
- جان شاتبيرن - سالي فرنش

## روابط خارجية
- لا مزيد من السيدات  في قاعدة بيانات الأفلام على الإنترنت (بالإنجليزية)
- لا مزيد من السيدات في قاعدة بيانات تيرنر كلاسيك موفيز للأفلام.
- لا مزيد من السيدات على موقع أول موفي.
- No More Ladies على فهرس معهد الفيلم الأمريكي